# Tux Racer
PlanetPenguin Racer, även kallat Tux Racer, är ett gratis 3D-spel. Spelet går i huvudsak ut på att åka igenom ett antal banor och samla fiskar för att tjäna poäng. Man spelar som Tux (Linux maskot).
I spelet åker spelaren som Tux nerför snötäckta backar, samlar fiskar för poäng och undviker hinder. Banorna har varierande svårighetsgrad och spelaren måste hantera svängar och terrängförändringar för att hålla hög hastighet och förbättra sina tider med hjälp av föremål och tekniker.